# Parandscha

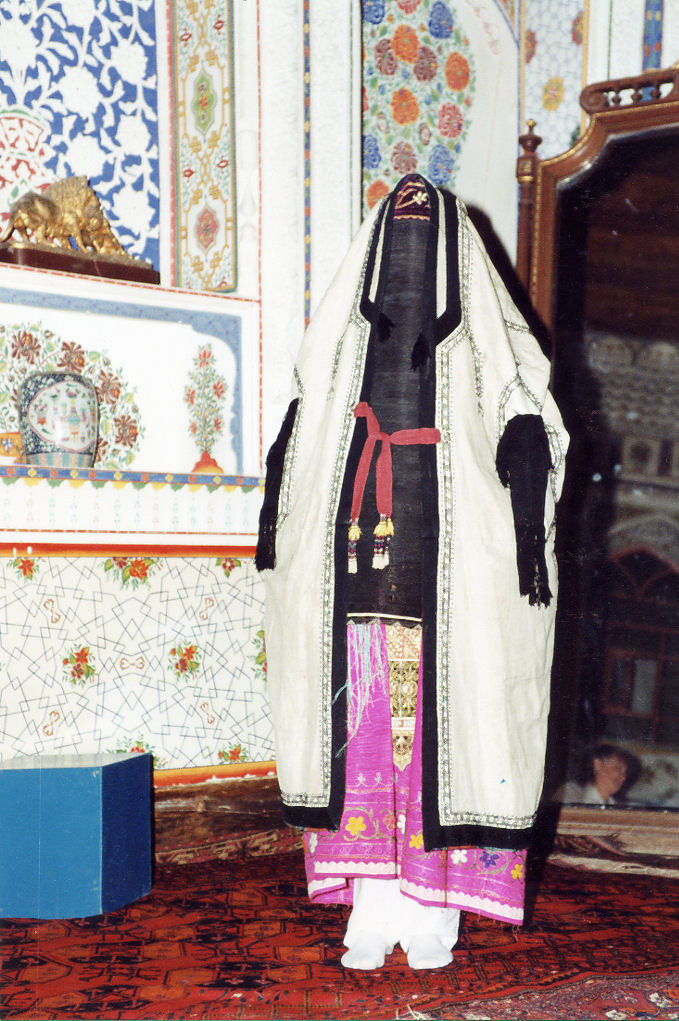
Usbekischer Parandscha

Parandscha (oder Paranji) von فرنجية (Паранджа) ist ein traditioneller zentralasiatischer Schleier für Frauen, der den gesamten Körper und das Gesicht bedeckt. In anderen Sprachen wird er auch als „Burka“ bezeichnet. In Aussehen und Funktion ist er mit anderen regionalen Schleiern, wie dem afghanischen Tschador vergleichbar. Der Parandscha wurde in zentralasiatischen Städten von Frauen genutzt, um sich vollständig zu verhüllen.

## Geschichte
In zentralasiatischen, von sesshaften Muslimen bewohnten Gebieten (heutiges Usbekistan und Tadschikistan) trugen Frauen Schleier, die das gesamte Gesicht bedeckten. Diese Schleier wurden als Parandscha oder Faranji bezeichnet. Der traditionell in Zentralasien in vormodernen Zeiten getragene Schleier war der Faranji. Der Teil, der das Gesicht bedeckt, genannt Chachvan (oder Chachvon), war schwer und aus Pferdehaar gefertigt. Er war insbesondere vorherrschend unter Usbeken und Tadschiken in Städten. Der Parandscha wurde getragen in Choresmien. Ebenfalls getragen wurde er zur Zeit der Schaibaniden (ca. 1510–1600).
Zu Beginn des 19. Jahrhunderts waren Frauen der tadschikischen und usbekischen Muslime dazu verpflichtet, den Parandscha außerhalb des Hauses zu tragen. Parandscha und Chachvan waren um 1917 in Städten an den südlichen Flussbecken unter usbekischen Frauen weit verbreitet. In ländlichen Gebieten wurden sie weniger getragen, in der nomadischen Steppe kaum.
Eine historische Beschreibung des Parandscha stammt von Lord Curzon, der 1886 nach Buchara reiste. Während seines dortigen Aufenthalts habe er nie eine Frau im Alter von 10 bis 50 Jahren gesehen, da sie alle verhüllt gewesen seien. Der schwere, schwarze Schleier aus Pferdehaar sei „zu grob und schwer für eine Frau“. Die Frauen, die lose gewickelte, blaue Gewänder mit befestigten, leeren Ärmeln trugen, könnten „durch das Tragen der Kleidung falsch verstanden“ werden, ihre Füße wurden von großen Lederstiefeln bedeckt. Curzon schrieb, dass „Damen von Rang und gutem Charakter es niemals wagten, sich an irgendeinem öffentlichen Ort oder Basar zu zeigen.“ Er verurteilte dies als Akt von Tyrannei, ein übertriebener und irreführender Begriff von Moral, der überall im Osten gefunden werden könne, jedoch nirgends so auffällig, wie in Buchoro.
Die russische Oktoberrevolution förderte die Befreiung der Frauen und strebte danach, den Parandscha abzuwehren oder zu verbieten.
Die Entschleierung durch die Sowjets wurde in der Usbekischen Sozialistischen Sowjetrepublik (UsSSR) als „Hujum“ bezeichnet. Als die sowjetischen Kommunisten ihre Kontrolle über Zentralasien gesichert hatten, wurden Chachvans und Parandschas verboten.
Auf Befehl der Kommunisten wurden die Parandschas verbrannt.
Jedoch reagierten manche schleiertragenden Musliminnen damit, die Frauen, die gesendet wurden, um ihnen die Schleier abzunehmen zu töten. Einige Usbeken widersetzten sich gewaltsam der Kampagne gegen Parandscha, Kinderehen und Polygamie, die von der Sowjetunion gestartet wurde.
Seit dem Zerfall der Sowjetunion hat der tadschikische Präsident Emomali verkündet, dass Schleier kein Teil der tadschikischen Kultur sind. Der Schleier wurde von der Regierung des kirgisischen Präsidenten Almasbek Atambajew angegriffen. Heute werden sie in Zentralasien nur selten getragen.